# Gheorghe Alexianu
Gheorghe Alexianu, född 1 januari 1897 i Străoane, distriktet Putna, död den 1 juni 1946 i Jilava, var en rumänsk jurist och politiker. Han var guvernör för Guvernementet Transnistrien från augusti 1941 till januari 1944. Efter andra världskriget ställdes han inför Bukarests folkdomstol för brott mot freden, krigsbrott och brott mot mänskligheten. Han var bland annat ansvarig för massakern i Odessa. Gheorghe Alexianu arkebuserades tillsammans med Ion Antonescu, Mihai Antonescu och Constantin Z. Vasiliu den 1 juni 1946.